# Stretto di Bangka
Lo stretto di Bangka (indonesiano: Selat Bangka) è uno stretto che separa l'isola di Sumatra dall'isola di Bangka, nella provincia di Bangka-Belitung, Indonesia. Lo stretto ha una lunghezza di circa 180 km e una larghezza compresa fra gli 11 e i 27 km. Questo tratto di mare fa da confine alle province indonesiane di Sumatra Meridionale e Bangka-Belitung. Lo stretto, come lo stretto di Gaspar e lo stretto di Karimata, mette in comunicazione il mar di Giava con il mar Cinese Meridionale.
La principale città sullo stretto di Bangka è Muntok, sull'estremità sud-occidentale dell'isola di Bangka. Il più grande fiume di Sumatra, il Musi, sfocia in questo stretto.
| Controllo di autorità | VIAF (EN) 247411295 |